# Crnogorski biseri 1
Crnogorski biseri 1 je petnaesti album pevačice Merime Njegomir, a sadrži šesnaest izvornih i komponovanih bisera crnogorske muzike. Objavljen je 1999. godine u izdanju PGP RTS na CD-u i kaseti.

## Pesme na albumu
| Br. | Naziv pesme                      |
| --- | -------------------------------- |
| 1.  | Još ne sviće rujna zora          |
| 2.  | Razbolje se Zorna Zorka          |
| 3.  | Oj, vesela veselice              |
| 4.  | Poljem se vija                   |
| 5.  | Sejdefu majka buđaše             |
| 6.  | Pivljanka (Bolovala mlada Vinka) |
| 7.  | Djevojka je momku                |
| 8.  | Blago tebi, cvijet karanfile     |
| 9.  | Milica jedna u majke             |
| 10. | Da mi je znati, Bože moj         |
| 11. | Mlada Jelka                      |
| 12. | Pod Lovćenom                     |
| 13. | Aj, puče puška ledenica          |
| 14. | Crna Goro, zemljo mila           |
| 15. | Pomračina, cijelo selo spava     |
| 16. | Kraj Cetinja                     |

## Informacije o albumu
- Autor pesme: Božidar Ivanišević (6,12,14,16), narodni (1-5, 7-11, 13, 15)
- Aranžmani: Dobrica Vasić
- Narodni Orkestar Dobrice Vasića
- Solista na harmonici: Ljubiša Pavković
- Snimano: Studio 5 PGP RTS
- Snimatelji: Miki Todorović, Zoran Vukčević

## Spoljašnje veze
- Informacije o albumu na discogs.com